# Мішель Мейлін
Міше́ль Ме́йлін (англ. Michelle Maylene, нар. 20 січня 1987 року) — американська порноакторка. 

## Життєпис
Народилася в Едвардсі, Каліфорнія. Її батько був французького походження, а мати — філіппіно-гавайського.
Брала участь в Jenna Jameson’s American Sex Star, де пройшла у фінал першого сезону. Знімалась в Playboy TV’s Night Calls і Canoga Park. 
Заручена з актором Маркусом Патріком.

## Нагороди і номінації
- 2005 номінація на XRCO Award — Cream Dream[2]
- 2007 номінація на AVN Award — Найкраща нова старлетка[3]
- 2008 номінація на AVN Award — Best Crossover Star

## Вибрана фільмографія
- Teen Idol 3 (2005)
- Barely Legal Corrupted 6 (2005)
- Sakura Tales 9 (2006)
- Jack’s Playground 32 (2006)
- Невгамовне бажання (2006)
- Who’s Your Daddy Vol 8 (2006)
- Explosive Fantasies (2007)
- Pledge This (2007)
- Co-Ed Confidential (2007—2010)
- Cougar School (2009)
- Lust at First Bite (2010)